# Katarina Bulatović
Katarina Bulatović (n. 15 noiembrie 1984 în Kragujevac, Serbia) este o jucătoare de handbal din Muntenegru legitimată la clubul muntenegrean ŽRK Budućnost Podgorica și care joacă pentru echipa națională de handbal feminin a Muntenegrului. Ea este aproape unanim considerată unul din cei mai buni intermediari dreapta din lume.
Bulatović a fost a treia marcatoare în ultimele două ediții ale Ligii Campionilor EHF, 2010–11 și 2011–12.
De asemenea, a participat la turneul de handbal feminin de la Jocurile Olimpice de vară din 2012, unde echipa muntenegreană a obținut medalia de argint, iar Bulatović a fost cea mai bună marcatoare, cu 53 de goluri, și a fost votată în echipa All-star team.
Katarina Bulatović a obținut medalia de aur cu echipa Muntenegrului la Campionatul European din 2012, unde a fost cea mai bună marcatoare, cu 56 de goluri, și a fost votată în echipa All-star team.

## Palmares internațional
Echipa națională
- Olimpiadă:
  - Medalie de argint: 2012
- Campionatul European:
  - Medalie de aur: 2012

Club
- Liga Campionilor:
  - Câștigătoare: 2007, 2012, 2014, 2015
  - Semifinalistă: 2011, 2013, 2016

- Cupa Cupelor EHF:
  - Câștigătoare: 2010

- Campionatul Muntenegrului:
  - Câștigătoare: 2008, 2009, 2010, 2011, 2012, 2015

- Cupa Muntenegrului:
  -  Câștigătoare: 2008, 2009, 2010, 2011, 2012, 2015

- Liga Națională:
  - Câștigătoare: 2013

- Damehåndboldligaen:
  - Câștigătoare: 2007

## Distincții individuale
- Cea mai bună marcatoare a Jocurilor Olimpice: 2012[10]
- Cea mai bună marcatoare a Campionatului European: 2012
- Cel mai bun intermediar dreapta al Jocurilor Olimpice: 2012[11]
- Cel mai bun intermediar dreapta al Campionatului European: 2012[12][13]
- Cel mai bun sportiv muntenegrean al anului: 2012, 2014[14]
- Cel mai bun intermediar dreapta al Ligii Campionilor EHF: 2014[15]
- Cel mai bun intermediar dreapta al Bucharest Trophy: 2014[16]